# パブリックガーデン
パブリックガーデンは、フセイン・サガールの南にあるインドでも最大級の市民公園である。
ニザーム家によって、1864年に開設された。3つの入場門を持つ壁に囲まれた公園内には、ジュブリーホールなどの美しい建物を見ることができる。公園のすぐ隣には、ハイデラバード州議会議事堂、また市バスの大きな停留所があり、アクセスは便利である。正面にある大きな交差点をはさんで、クリケットグラウンドがある。

## ギャラリー

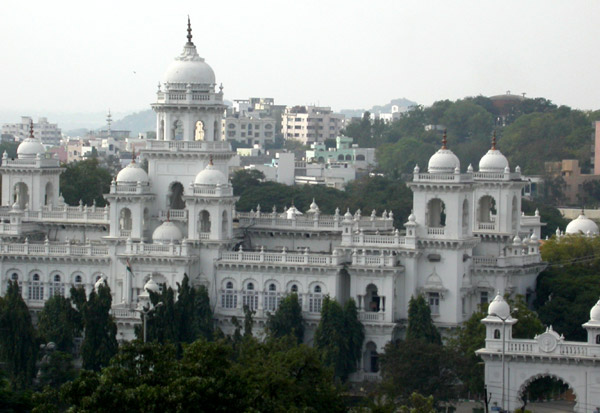
市民ホール
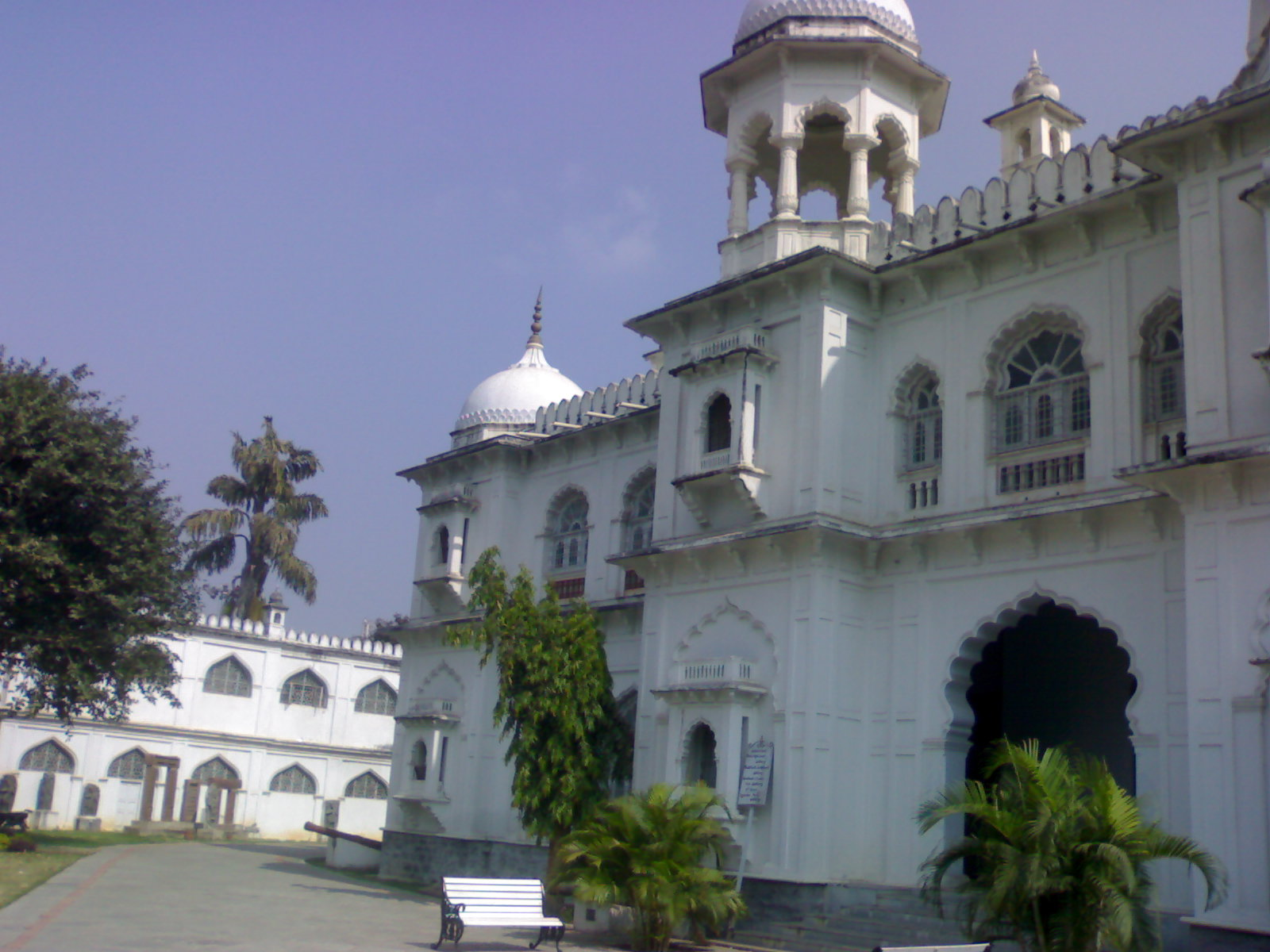
博物館